# Vithuvad pirål
Vithuvad pirål (Myxine ios) är en ryggsträngsdjursart som beskrevs av Bo Fernholm 1981. Vithuvad pirål ingår i släktet Myxine och familjen pirålar. Inga underarter finns listade i Catalogue of Life.
Arten har två från varandra skilda populationer i östra Atlanten. Den första sydväst om Irland och den andra mellan Kap Bojador och Ras Nouadhibou väster om Västsahara och Mauretanien. Dessutom är ett fynd från havet nära Angola dokumenterad. Denna pirål simmar vanligen 600 till 1650 meter under havsytan. Den vistas främst nära havets botten. Sydväst om Irland ligger vattnets temperatur i dessa regioner mellan 4.7°C och 6.4°C.
Individer som fångades vid Västafrika i mars var inte fortplantningsberedd. Vithuvad pirål äter vanligen döda eller sjukliga fiskar. Den skapar därför ett hål i fiskens hud.
För beståndet är inga hot kända men i båda utbredningsområden förekommer djuphavsfiske. IUCN kategoriserar arten globalt som livskraftig.